# 加尔巴尼亚诺瓦雷塞
加尔巴尼亚诺瓦雷塞（義大利語：Garbagna Novarese），是意大利诺瓦拉省的一个市镇。总面积10平方公里，人口1326人，人口密度132.6人/平方公里（2009年）。ISTAT代码为003069。